# Чиркач малий
Чиркач малий (Amalocichla incerta) — вид горобцеподібних птахів родини тоутоваєвих (Petroicidae). Ендемік Нової Гвінеї..

## Опис
Довжина малого чиркача може досягати 15 см. Він темно-коричневого кольору, зі світлішою нижньою частиною тіла і білим горлом.

## Поширення і підвиди
Малий чиркач є ендеміком Нової Гвінеї. Він мешкає в гірських лісах, здебільшого в горах Центрального хребту. Номінативний підвид мешкає в горах західної частини острова. Підвид A. i. brevicauda мешкає в центрі та на південному сході острова. 

## Поведінка
Малий чиркач веде прихований спосіб життя. Через це, а також через важкодоступність до місць проживання птаха він малодосліджений. Це наземний птах. Харчується комахами, яких він шукає в лісовій підстилці.